# Гаочжоу
Гаочжо́у (кит. упр. 高州, пиньинь Gāozhōu) — городской уезд городского округа Маомин провинции Гуандун (КНР).

## История
Во времена империи Суй в 589 году была создана Гаочжоуская область (高州), власти которой разместились в образованном тогда же уезде Гаолян (高凉县). В 607 году область была расформирована, и был создан Гаолянский округ (高凉郡), власти которого также разместились в уезде Гаолян. После смены империи Суй на империю Тан Гаолянский округ был в 621 году расформирован, а в 623 году была вновь создана Гаочжоуская область, власти которой разместились в уезде Сипин (西平县). В 634 году была создана Паньчжоуская область (潘州), власти которой разместились в уезде Маомин (茂名县). В 649 году власти Гаочжоуской области переехали из уезда Сипин в уезд Ляндэ (良德县). В 717 году власти Гаочжоуской области переехали в уезд Ляньцзян (连江县), после чего он был переименован в Баоань (保安县). В 757 году уезд Баоань был переименован в Баонин (保宁县). В 776 году власти Гаочжоуской области переехали из уезда Баонин в уезд Дяньбай (电白县).
Во времена империи Сун Паньчжоуская область была в 972 году упразднена, а входившие в её состав административные единицы перешли в состав Гаочжоуской области.
После монгольского завоевания и образования империи Юань в 1280 году был образован Гаочжоуский регион (高州路), власти которого разместились в уезде Дяньбай. В 1304 году власти региона переехали в уезд Маомин, но в 1355 году вернулись в уезд Дяньбай. После свержения власти монголов и образования империи Мин «регионы» были переименованы в «управы» — так в 1368 году появилась Гаочжоуская управа (高州府). В 1467 году уезд Дяньбай был разграблен бандитами, и власти управы окончательно переехали в уезд Маомин.
После Синьхайской революции в Китае была проведена реформа структуры административного деления, в ходе которой управы были упразднены, поэтому в 1912 году Гаочжоуская управа была расформирована.
После вхождения в состав КНР уезд Маомин оказался в составе Специального района Наньлу (南路专区). В августе 1950 года Специальный район Наньлу был переименован в Специальный район Гаолэй (高雷专区).
В 1952 году административное деление провинции Гуандун было изменено: были расформированы специальные районы, и уезд вошёл в состав Административного района Юэси (粤西行政区). В 1955 году было принято решение об упразднении административных районов, и с 1956 года уезд вошёл в состав Специального района Чжаньцзян (湛江专区).
В 1954 году в уезде Маомин были обнаружены залежи нефти, и началось промышленное развитие этих мест. Постановлением Госсовета КНР от 22 марта 1959 года из уезда Маомин был выделен отдельный город Маомин, а остальная часть уезда Маомин была объединена с уездом Синьи в уезд Гаочжоу (高州县). В апреле 1964 года из уезда Гаочжоу был вновь выделен уезд Синьи.
В 1970 году Специальный район Чжаньцзян был переименован в Округ Чжаньцзян (湛江地区).
В сентябре 1983 года были упразднены город Маомин и округ Чжаньцзян, и образованы городские округа Чжаньцзян и Маомин; уезд вошёл в состав городского округа Маомин.
В июне 1993 года уезд Гаочжоу был преобразован в городской уезд.

## Административное деление
Городской уезд делится на 5 уличных комитетов и 23 посёлка.